# Cerkiew Świętych Kosmy i Damiana w Rybołach (nieistniejąca)
Cerkiew Świętych Kosmy i Damiana – nieistniejąca cerkiew prawosławna, a następnie unicka w Rybołach.

## Historia
Cerkiew w Rybołach była wzmiankowana jeszcze w średniowieczu, jednak ks. Grzegorz Sosna przypuszcza, że nosiła ona wówczas wezwanie maryjne. W dokumentach wizytacyjnych z 1757 mowa jedynie o obecności w świątyni ikony Świętych Kosmy i Damiana, która służyła jako zasłona dla czczonej lokalnie ikony Matki Bożej. W końcu XVIII wieku wymienia się jednak już dwa wezwania cerkwi: Złożenia Szat Matki Bożej oraz właśnie Świętych Kosmy i Damiana. Fundatorem świątyni była rodzina Reynantów. Prawdopodobnie obiekt powstał przed zawarciem unii brzeskiej; w drugiej połowie XVIII wieku jego stan techniczny opisywany był już jako bardzo zły. Przed 1720 cerkiew stała się ponadto siedzibą parafii unickiej.
W czasie wizytacji w 1791 o cerkwi pisano jako o potrzebującej natychmiastowego remontu. Proboszcz, ks. Józef Krassowski, podjął jednak starania nie o remont, ale o środki na wzniesienie nowej świątyni. Ostateczna rozbiórka pierwszej cerkwi w Rybołach miała miejsce przed 1793.

## Architektura
Drewniana świątynia była oszalowana, kryta gontem, z ośmioma oknami. W centralnym punkcie dachu zlokalizowana była niewielka wieżyczka z cebulastą kopułą. Cerkiew otaczał cmentarz, oddzielony murem. Brama wjazdowa pełniła równocześnie zadania dzwonnicy. Istniały dwa wejścia do cerkwi – przez przedsionek oraz bezpośrednio do nawy drzwiami bocznymi. W ołtarzu zlokalizowana była ikona Matki Bożej oraz ikona Świętych Kosmy i Damiana. Ikonostas został w 1720 rozebrany, zachowano jedynie królewskie wrota. Z pierwotnie rozmieszczonych w nim wizerunków w świątyni przechowywano obrazy Matki Bożej i Chrystusa.